# Mario Tagliaferri
Mario Tagliaferri (1 de junho de 1927 – 21 de maio de 1999) foi um prelado italiano católico romano e núncio apostólico.

## Biografia
Mario Tagliaferri nasceu em Alatri, Frosinone. Foi ordenado sacerdote em 5 de agosto de 1950, na Diocese de Alatri.
Doutor em Direito Canônico, ingressou na Pontifícia Academia Eclesiástica e adentrou no serviço diplomático em 1954; suas primeiras atribuições o levaram à República Dominicana, aos Estados Unidos, ao Canadá e ao Brasil.
Em 5 de março de 1970, o Papa Paulo VI nomeou-o arcebispo titular de Formiae e pró-núncio apostólico na República Centro-Africana, bem como Delegado Apostólico na República do Congo e no Chade. Recebeu a consagração episcopal em 7 de maio do Cardeal Jean-Marie Villot, em Paris, tendo como principais co-consagradores o arcebispo Sergio Pignedoli e o bispo Vittorio Ottaviani.
Em 25 de junho de 1975, o Papa Paulo VI o nomeou Pró-Núncio Apostólico em Cuba; em 15 de dezembro de 1978, o Papa João Paulo II o nomeou núncio no Peru; em 20 de julho de 1985, o Papa João Paulo II o nomeou núncio na Espanha. Depois que Tagliaferri foi núncio lá por três anos, o cardeal Vicente Enrique y Tarancón, arcebispo de Madri, reclamou que ele ainda agia como um núncio na América do Sul, onde estavam acostumados a dar ordens, que ele ajudou a dar um caráter mais conservador.
Em 13 de julho de 1995, o Papa João Paulo II o nomeou núncio na França. O El País expressou surpresa por ele ser enviado à França em vez de levado para Roma e feito cardeal. Foi porta-voz da Conferência Episcopal da França de 1995 até sua morte.
Dom Mario morreu pouco antes de completar 72 anos.

## Sucessão episcopal
O Arcebispo Mario Tagliaferri foi consagrador principal de:
- Georges-Firmin Singha (1972);
- Joseph Marie Régis Belzile, OFM Cap. (1975);
- Jaime Lucas Ortega y Alamino (1979);
- José Arana Berruete, OAR (1979);
- Victor de la Peña Pérez, OFM (1983);
- Juan Antonio Ugarte Pérez (1983);
- Antonio Ángel Algora Hernando (1985);
- Braulio Rodríguez Plaza (1987);
- Santiago Martínez Acebes (1988);
- Antonio Ceballos Atienza (1988);
- Manuel Ureña Pastor (1988);
- Julián García Centeno, OSA (1989);
- Jesús Esteban Sádaba Pérez, OFM Cap. (1990);
- José Maria Conget Arizaleta (1990);
- Miguel José Asurmendi Aramendia, SDB (1990);
- Francesc-Xavier Ciuraneta Aymí (1991);
- Ciriaco Benavente Mateos (1992);
- Antonio Cañizares Llovera (1992);
- Juan García-Santacruz Ortiz (1992);
- Javier Salinas Viñals (1992);
- Jesús Moraza Ruiz de Azúa, OAR (1994);
- Francisco Cases Andreu (1994);
- Carlos López Hernández (1994);
- Julián López Martín (1994);
- Camilo Lorenzo Iglesias (1995).

Foi o principal co-consagrador de:
- Émile Biayenda (1970);
- Lluís Martínez Sistach (1987);
- Ricardo Blázquez Pérez (1988);
- Joaquín Carmelo Borobia Isasa (1990);
- Joan Carrera Planas (1991);
- Carles Soler Perdigó (1991);
- Julián Barrio Barrio (1993);
- Antonio Sozzo (1995).